# 308-я штурмовая авиационная дивизия
308-я штурмовая авиационная Краковская Краснознамённая ордена Суворова дивизия (308-я шад) — соединение Военно-Воздушных сил (ВВС) Вооружённых Сил РККА штурмовой авиации, принимавшее участие в боевых действиях Великой Отечественной войны.

## Наименования дивизии
- 308-я штурмовая авиационная дивизия[1];
- 308-я штурмовая авиационная Краснознамённая дивизия[1];
- 308-я штурмовая авиационная Краковская Краснознамённая дивизия[1];
- 308-я штурмовая авиационная Краковская Краснознамённая ордена Суворова дивизия[1];
- Войсковая часть (Полевая почта) 21327[1].

## История и боевой путь дивизии
308-я штурмовая авиационная дивизия сформирована 1 марта 1943 года Приказом НКО СССР в составе авиации Резерва Ставки ВГК под Тулой путем придания штурмовых авиаполков. После формирования вошла в состав формирующегося 3-го штурмового авиакорпуса Резерва Ставки ВГК. С 28 мая дивизия в составе корпуса вошли в подчинение 15-й воздушной армии Брянского фронта и в июле приступили к боевым действиям в Орловской и Брянской наступательных операциях, поддерживая войска фронта в наступлении из района Мценска на Орел, Брянск и Гомель.
В ноябре 1943 года дивизия переброшена в район Великие Луки на 1-й Прибалтийский фронт, где базировалась до весны 1944 года. Дивизия поддерживала войска фронта в Городокской операции, в частных операциях на витебском и полоцком направлениях. Летом 1944 года дивизия в составе 1-й воздушной армии 3-го Белорусского фронта принимала участие в Белорусской, Витебско-Оршанской, Минской, Вильнюсской и Каунасской операциях, затем в боях под Шяуляем. Дивизия отличился в боях при освобождении городов Витебск, Дубровно и Лида. В ходе этих операций дивизия поддерживала соединения и части 2-го гвардейского Тацинского танкового корпуса в боях за Минск. За отличие в боях полкам дивизии присвоены почетные наименования Витебский и Оршанский.
В последующем дивизия вела боевые действия по освобождению Прибалтики, действовала под Вильно, участвовала в разгроме танковых и механизированных колонн противника под Шяуляем, в прорыве оборонительного рубежа в Восточной Пруссии. В октябре 1944 года дивизия был перебазирована из-под Каунаса на 1-й Прибалтийский фронт и участвовала в освобождении Риги. За образцовое выполнение заданий командования в боях с немецкими захватчиками при прорыве обороны противника юго-восточнее города Рига и проявленные при этом доблесть и мужество дивизия награждена орденом Красного Знамени.
Осенью 1944 года дивизия переброшена на 1-й Украинский фронт в район Броды, где вела подготовку к боям с сандомирского плацдарма. Зимой 1944 года и в течение 1945 года дивизия в составе 3-го штурмового авиакорпуса поддерживала войска фронта в Сандомирско-Силезской, Нижне-Силезской, Верхне-Силезской, Берлинской и Пражской операциях, в боях за освобождение городов Краков, Катовице, Мысловице, Обер-Глогау, Ратибр, Оппельна, Лигниц, Бауцен и далее в наступлении на Дрезден и Прагу.
За отличие в боях при овладении древней столицей и одним из важнейших культурно-политических центров союзной Польши городом Краков — мощным узлом обороны немцев, прикрывающим подступы к Домбровскому угольному району, 308-й штурмовой авиационной Краснознамённой дивизии Приказом НКО на основании Приказа ВГК № 230 от 19 января 1945 года присвоено почётное наименование «Краковская».
Закончила войну дивизия на аэродроме Простеёв (Чехословакия).
В составе действующей армии дивизия находилась с 23 мая 1943 года по 18 марта 1944 года, с 3 июня по 30 сентября 1944 года и с 14 ноября 1944 года по 11 мая 1945 года.
После войны дивизия в составе 3-го штурмового авиакорпуса входила в состав 2-й воздушной армии 1-го Украинского фронта (с 10 июня Центральной группы войск) и базировалась на аэродроме Простеёв (Чехословакия). В августе 1945 года вся дивизия перебазирована на аэродром Винер-Нойштадт в Австрии. В связи с массовым послевоенным сокращением 307-я штурмовая авиационная Лидская Краснознамённая ордена Суворова дивизия в январе 1946 года была расформирована в составе 3-го штурмового авиационного корпуса 2-й воздушной армии Центральной группы войск.

## Командир дивизии
- Подполковник, полковник[6] Чубченков Кирилл Моисеевич[2], период нахождения в должности: с 8 марта 1943 года по 27 июня 1943 года.
- Полковник Турыкин Григорий Прокофьевич[2], период нахождения в должности: с 27 июня 1943 года по май 1944 года.
- Полковник Чумаченко Леонид Карпович[2], период нахождения в должности: с мая 1944 года по январь 1946 года.

## В составе объединений
| Дата          | Фронт (округ)            | Армия                | Корпус                           | Примечания |
| ------------- | ------------------------ | -------------------- | -------------------------------- | ---------- |
| 01.03.1943 г. | Резерв ВГК               | -                    | 3-й штурмовой авиационный корпус | -          |
| 28.05.1943 г. | Брянский фронт           | 15-я воздушная армия | 3-й штурмовой авиационный корпус | -          |
| 10.10.1943 г. | Прибалтийский фронт      | 15-я воздушная армия | 3-й штурмовой авиационный корпус | -          |
| 20.10.1943 г. | 2-й Прибалтийский фронт  | 15-я воздушная армия | 3-й штурмовой авиационный корпус | -          |
| 01.11.1943 г. | 1-й Прибалтийский фронт  | 3-я воздушная армия  | 3-й штурмовой авиационный корпус | -          |
| 18.03.1944 г. | Резерв ВГК               | -                    | 3-й штурмовой авиационный корпус | -          |
| 29.05.1944 г. | 2-й Белорусский фронт    | 1-я воздушная армия  | 3-й штурмовой авиационный корпус | -          |
| 07.09.1944 г. | Резерв ВГК               | 6-я воздушная армия  | 3-й штурмовой авиационный корпус | -          |
| 31.10.1944 г. | Резерв ВГК               | -                    | 3-й штурмовой авиационный корпус | -          |
| 14.11.1944 г. | 1-й Украинский фронт     | 2-я воздушная армия  | 3-й штурмовой авиационный корпус | -          |
| 09.05.1945 г. | 1-й Украинский фронт     | 2-я воздушная армия  | 3-й штурмовой авиационный корпус | -          |
| 10.06.1945 г. | Центральная группа войск | 2-я воздушная армия  | 3-й штурмовой авиационный корпус | -          |
| 01.01.1946 г. | Центральная группа войск | 2-я воздушная армия  | 3-й штурмовой авиационный корпус | -          |

## Части и отдельные подразделения дивизии
За весь период своего существования боевой состав дивизии не претерпевал изменения:
| Период                  | Наименование                     | Вооружение |
| ----------------------- | -------------------------------- | ---------- |
| 01.03.1943 — 01.01.1946 | 135-й штурмовой авиационный полк | Ил-2       |
| 01.03.1943 — 01.01.1946 | 624-й штурмовой авиационный полк | Ил-2       |
| 01.03.1943 — 01.01.1946 | 948-й штурмовой авиационный полк | Ил-2       |

## Участие в операциях и битвах
- Курская битва:
  - Орловская стратегическая наступательная операция[2] — с 12 июля 1943 года по 18 августа 1943 года.
- Брянская операция[2] — с 17 августа 1943 года по 3 октября 1943 года.
- Городокская операция[2] — с 13 октября 1943 года по 31 октября 1943 года.
- Белорусская операция «Багратион»[2] — с 23 июня 1944 года по 29 августа 1944 года.
  - Витебско-Оршанская операция[2] — с 23 июня 1944 года по 28 июня 1944 года.
  - Минская операция[2] — с 29 июня 1944 года по 4 июля 1944 года.
  - Каунасская наступательная операция[2] — с 28 июля 1944 года по 28 августа 1944 года.
  - Вильнюсская наступательная операция[2] — с 5 июля 1944 года по 20 июля 1944 года.
  - Шяуляйская операция[2] — с 5 июля 1944 года по 31 июля 1944 года.
- Висло-Одерская стратегическая наступательная операция
  - Сандомирско-Силезская операция[2] — с 12 января 1945 года по 3 февраля 1945 года.
- Нижне-Силезская наступательная операция[2] — с 8 февраля 1945 года по 24 февраля 1945 года.
- Верхне-Силезская наступательная операция[2] — с 15 марта 1945 года по 31 марта 1945 года.
- Берлинская наступательная операция[2] — с 16 апреля 1945 года по 8 мая 1945 года.
- Пражская операция[2] — с 6 мая 1945 года по 11 мая 1945 года.

## Почётные наименования
- 308-й штурмовой авиационной Краснознамённой дивизии за отличие в боях при овладении древней столицей и одним из важнейших культурно-политических центров союзной Польши городом Краков — мощным узлом обороны немцев, прикрывающим подступы к Домбровскому угольному району Приказом НКО на основании Приказа ВГК № 230 от 19 января 1945 года присвоено почётное наименование «Краковская»[4].
- 135-му штурмовому авиационному полку за отличие в боях за овладение крупным областным центром Белоруссии городом Витебск — важным стратегическим узлом обороны немцев на западном направлении приказом НКО в соответствии с Приказом ВГК № 120 от 25 июня 1944 года присвоено почётное наименование «Витебский»[7].
- 624-му штурмовому авиационному полку за отличие в боях при овладении городом и крупным железнодорожным узлом Молодечно – важным опорным пунктом обороны немцев, прикрывающим пути на Вильно и Лиду Приказом НКО на основании Приказа ВГК № 130 от 5 июля 1944 года присвоено почётное наименование «Молодечненский»[8].
- 948-му штурмовому авиационному полку за отличие в боях при овладении городом и оперативно важным железнодорожным узлом Орша — мощным бастионом обороны немцев, прикрывающим минское направление приказом НКО от 6 июля 1944 года в соответствии с Приказом ВГК № 121 от 27 июня 1944 года присвоено почётное наименование «Оршанский»[9].

## Награды
- 308-я штурмовая авиационная дивизия 22 октября 1944 года Указом Президиума Верховного Совета СССР за образцовое выполнение заданий командования в боях с немецкими захватчиками при прорыве обороны противника юго-восточнее города Рига и проявленные при этом доблесть и мужество дивизия награждена орденом Красного Знамени[3].
- 308-я штурмовая авиационная Краковская Краснознамённая дивизия за образцовое выполнение боевых заданий командования в боях с немецкими захватчиками при овладении городом Бреславль (Бреслау) и проявленные при этом доблесть и мужество Указом Президиума Верховного Совета СССР от 4 июня 1945 года награждена орденом «Суворова II степени»[10].
- 135-й штурмовой авиационный Витебский полк за образцовое выполнение заданий командования в боях с немецкими захватчиками при овладении городом Вильнюс и проявленные при этом доблесть и мужество Указом Президиума Верховного Совета СССР от 25 июля 1944 года награждён орденом «Красного Знамени»[3].
- 624-й штурмовой авиационный Молодечненский полк за образцовое выполнение заданий командования в боях с немецкими захватчиками при овладении городами Сосновец, Бендзин, Домброва-Гурне, Челядзь и Мысловице и проявленные при этом доблесть и мужество Указом Президиума Верховного Совета СССР от 5 апреля 1945 года награждён орденом «Богдана Хмельницкого II степени»[10].
- 624-й штурмовой авиационный Молодечненский ордена Богдана Хмельницкого полк за образцовое выполнение боевых заданий командования в боях при прорыве обороны немцев и разгроме войск противника юго-западнее Оппельн и проявленные при этом доблесть и мужество Указом Президиума Верховного Совета СССР от 26 апреля 1945 года награждён орденом «Кутузова III степени»[10].
- 948-й штурмовой авиационный Оршанский полк за образцовое выполнение боевых заданий командования в боях при прорыве обороны немцев и разгроме войск противника юго-западнее Оппельн и проявленные при этом доблесть и мужество Указом Президиума Верховного Совета СССР от 26 апреля 1945 года награждён орденом «Богдана Хмельницкого II степени»[10].

## Благодарности Верховного Главнокомандующего
Воинам дивизии объявлены благодарности Верховного Главнокомандующего:
- За отличие в боях при овладении городом Вильнюс[11].
- За прорыв глубоко эшелонированной обороны противника юго-восточнее города Рига, овладении важными опорными пунктами обороны немцев — Бауска, Иецава, Вецмуйжа и на реке Западная Двина — Яунелгава и Текава, а также занятии более 2000 других населенных пунктов[12].
- За отличие в боях при овладении древней столицей и одним из важнейших культурно-политических центров союзной нам Польши городом Краков — мощным узлом обороны немцев, прикрывающим подступы к Домбровскому угольному району[4].
- За отличие в боях при овладении в Домбровском угольном районе городами Катовице, Семяновиц, Крулевска Гута (Кенигсхютте), Миколув (Николаи) и в Силезии городом Беутен[13].
- За разгром окруженной группировки противника юго-западнее Оппельна и овладении в Силезии городами Нойштадт, Козель, Штейнау, Зюльц, Краппитц, Обер-Глогау, Фалькенберг[14].
- За отличие в боях при овладении городом и крепостью Бреславль (Бреслау)[15].

## Отличившиеся воины дивизии
- Гопник, Хаскель Моисеевич, майор, штурман 948-го штурмового авиационного полка 308-й штурмовой авиационной дивизии 3-го штурмового авиационного корпуса 2-й воздушной армии Указом Президиума Верховного Совета СССР 27 июня 1945 года удостоен звания Герой Советского Союза. Золотая Звезда № 8035.
- Козлов, Григорий Филиппович, майор, заместитель командира — инспектор-лётчик по технике пилотирования и теории полётов 135-го штурмового авиационного полка Указом Президиума Верховного Совета СССР 27 июня 1945 года удостоен звания Герой Советского Союза. Золотая Звезда № 8041
- Куфонин, Сергей Фёдорович, майор, штурман 135-го штурмового авиационного полка 308-й штурмовой авиационной дивизии 3-го штурмового авиационного корпуса 1-й воздушной армии Указом Президиума Верховного Совета СССР 23 февраля 1945 года удостоен звания Герой Советского Союза. Золотая Звезда № 4814
- Кухарев, Иван Миронович, майор, командир 624-го штурмового авиационного полка 308-й штурмовой авиационной дивизии 2-й воздушной армии Указом Президиума Верховного Совета СССР 27 июня 1945 года удостоен звания Герой Советского Союза. Золотая Звезда № 6055
- Максимов, Николай Васильевич, капитан, штурман 624-го штурмового авиационного полка 308-й штурмовой авиационной дивизии 3-го штурмового авиационного корпуса 2-й воздушной армии Указом Президиума Верховного Совета СССР 27 июня 1945 года удостоен звания Герой Советского Союза. Золотая Звезда № 8000
- Маркин, Вячеслав Витальевич, старший лейтенант, командир эскадрильи 624-го штурмового авиационного полка 308-й штурмовой авиационной дивизии 3-го штурмового авиационного корпуса 2-й воздушной армии Указом Президиума Верховного Совета СССР 27 июня 1945 года удостоен звания Герой Советского Союза. Золотая Звезда № 7507
- Путин, Александр Дмитриевич, старший лейтенант, командир эскадрильи 624-го штурмового авиационного полка 308-й штурмовой авиационной дивизии 3-го штурмового авиационного корпуса 2-й воздушной армии Указом Президиума Верховного Совета СССР 27 июня 1945 года удостоен звания Герой Советского Союза. Золотая Звезда № 7879
- Соловьёв, Владимир Александрович, майор, штурман 308-й штурмовой авиационной дивизии 3-го штурмового авиационного корпуса 1-й воздушной армии Указом Президиума Верховного Совета СССР 23 февраля 1945 года удостоен звания Герой Советского Союза. Золотая Звезда № 4813
- Стрельченко, Владимир Игнатьевич, майор, штурман 948-го штурмового авиационного полка 308-й штурмовой авиационной дивизии 3-го штурмового авиационного корпуса 15-й воздушной армии Указом Президиума Верховного Совета СССР 4 февраля 1944 года удостоен звания Герой Советского Союза. Золотая Звезда № 2847.
- Святошенко, Леонид Степанович, капитан, командир эскадрильи 948-го штурмового авиационного полка 308-й штурмовой авиационной дивизии 3-го штурмового авиационного корпуса 2-й воздушной армии Указом Президиума Верховного Совета СССР 27 июня 1945 года удостоен звания Герой Советского Союза. Золотая Звезда № 7873.
- Фёдоров, Иван Ильич, капитан, командир эскадрильи 135-го штурмового авиационного полка 308-й штурмовой авиационной дивизии 3-го штурмового авиационного корпуса 15-й воздушной армии Указом Президиума Верховного Совета СССР 4 февраля 1944 года удостоен звания Герой Советского Союза. Посмертно

## Базирование
| Период            | Место базирования       |
| ----------------- | ----------------------- |
| 05.1945 — 08.1945 | Простеёв, Чехословакия  |
| 08.1945 — 01.1946 | Винер-Нойштадт, Австрия |